# Bébé et le Vieux Marcheur
Bébé et le Vieux Marcheur és una pel·lícula muda francesa escrita i dirigida per Louis Feuillade i estrenada el 26 de gener de 1912.
Aquesta pel·lícula forma part de la sèrie Bébé.

## Repartiment
- René Dary : Bébé (com Clément Mary)
- Nelly Palmer : la gouernanta
- Edmond Bréon : el vell marxant